# Vie commerciali trans-sahariane
(Proverbio arabo)

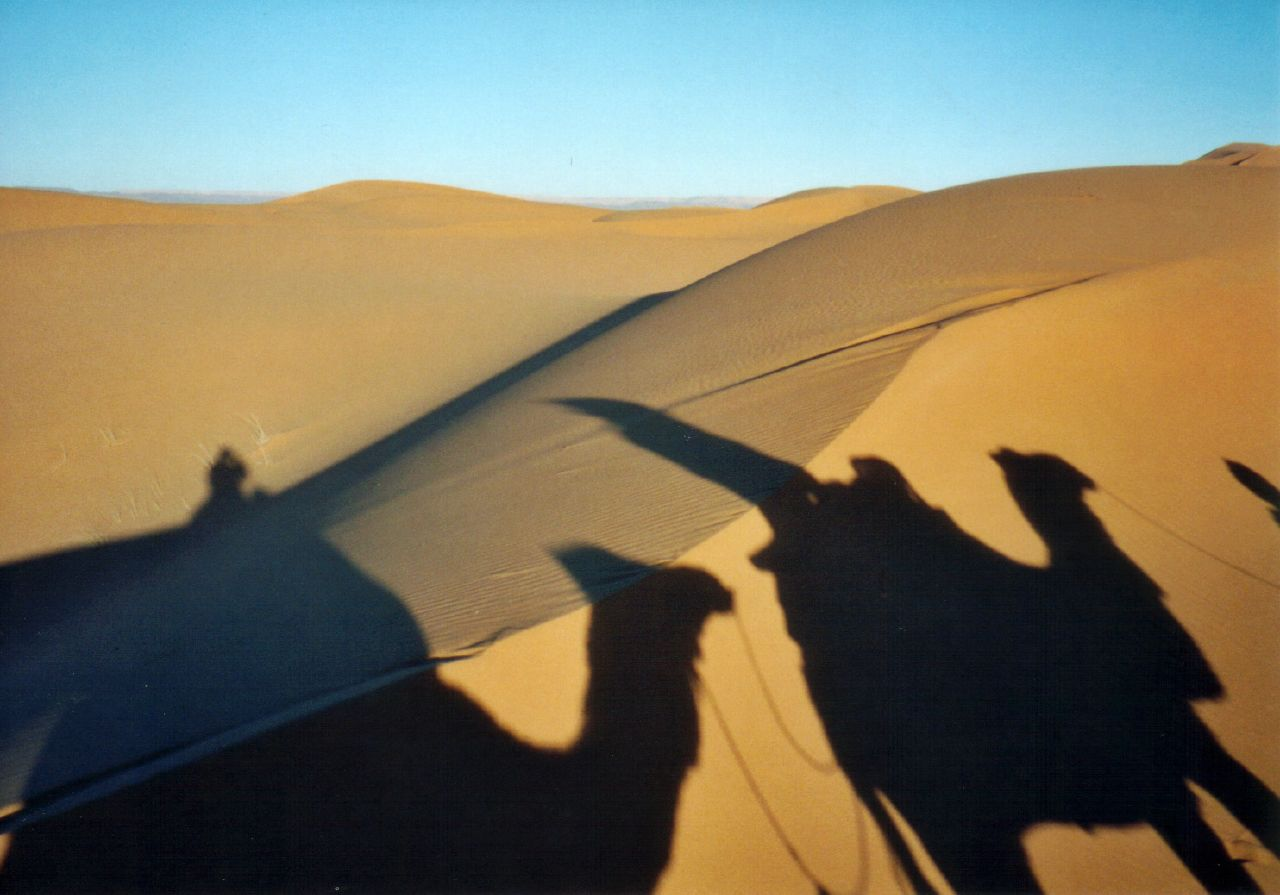
Ombre di una carovana nel deserto

Le vie commerciali del Sahara furono gli unici itinerari di comunicazione via terra tra i paesi mediterranei e l'Africa occidentale dall'VIII secolo fino alla fine del XVI. Prima di esaminare la localizzazione delle rotte carovaniere ed il variare del volume di commercio è essenziale chiarire come tale commercio potesse esistere in un'ampia regione ostile alla vita umana come il deserto del Sahara che divide la sviluppata area economica mediterranea da quella primitiva dell'Africa subsahariana. Fernand Braudel ha evidenziato che, come per l'Oceano Atlantico, vale la pena attraversare un'area simile solo in circostanze eccezionali, quando i vantaggi superano gli svantaggi. Il Sahara presenta comunque proprie particolarità rispetto ad altre regioni, come il fatto che localmente si sono sempre avuti contatti fra i gruppi di popolazioni indigene.

## Le carovane

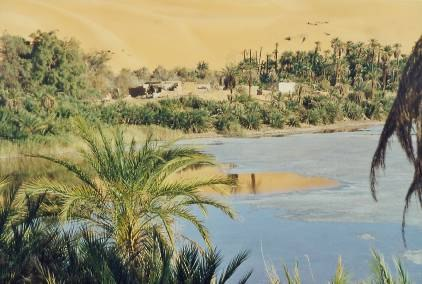
Un'oasi nel deserto libico. Le oasi erano gli unici luoghi dove la carovana poteva rifornirsi di acqua e viveri durante i lunghi viaggi

Il commercio era condotto essenzialmente da lunghe carovane di dromedari arabi e berberi, che venivano messi a ingrassare per mesi nelle regioni del Maghreb o del Sahel prima di essere posti a formare una carovana. Secondo Ibn Battuta, il viaggiatore marocchino che durante le sue peregrinazioni visse con i Tuareg e seguì una delle carovane, la dimensione di ognuna di queste poteva oscillare tra i mille e i 12.000 animali.
Erano condotte da guide berbere che conoscevano tutte le piste del deserto, rendendo così sicuro il loro passaggio e proteggendolo da nomadi ostili, che frequentemente facevano razzia delle merci, quando s'imbattevano in una carovana sul suo cammino.

La sopravvivenza di una carovana, non potendo questa trasportare tutto il necessario per il viaggio, faceva affidamento sulle capacità della guida e su una meticolosa coordinazione tra i suoi componenti, che prevedeva anche un sistema di messaggeri mandati avanti nelle oasi, permettendo che l'acqua fosse portata alla carovana quando questa era ancora a giorni di distanza.

## Gli albori del commercio attraverso il Sahara

### Le origini remote
I contatti tra le popolazioni che abitavano alle opposte estremità del deserto si verificarono sin dalla preistoria.
Le vie commerciali lungo la valle del Nilo, che mettevano in comunicazione il Basso Egitto con la Nubia, furono frequentate sin dal III millennio a.C., in corrispondenza alla comparsa della civiltà, ma il viaggio attraverso le sabbie Sahara fino all'addomesticamento del dromedario rimase impraticabile.
A testimonianza del fiorire di traffici nell'area, ci sono pervenuti oggetti e materiali scoperti dagli archeologi in località distanti dal loro luogo di origine, in particolare nella zona occidentale del deserto, dove è meno vasto ed è punteggiato di oasi. 
Infatti riscontri circa i contatti delle genti mediterranee con i popoli subsahariani li troviamo anche nella letteratura classica.
A Roma, nei primi secoli dell'Impero, affluivano regolarmente dalle province africane ingenti quantitativi di animali delle savane come tigri, leoni e gazzelle, destinati ad essere esibiti negli spettacoli circensi che avevano luogo in tutte le arene dell'Impero.

Di questi, una piccola parte proveniva dall'immediato entroterra nordafricano dove furono create delle riserve di caccia per catturare le bestie, in risposta alla richiesta interna sempre crescente, ma sicuramente il grosso era originario delle terre oltre il deserto sotto il controllo di re tribali, che vendevano le belve agli intermediari, i mercanti di fiere nordafricani i quali le immettevano sul mercato romano.

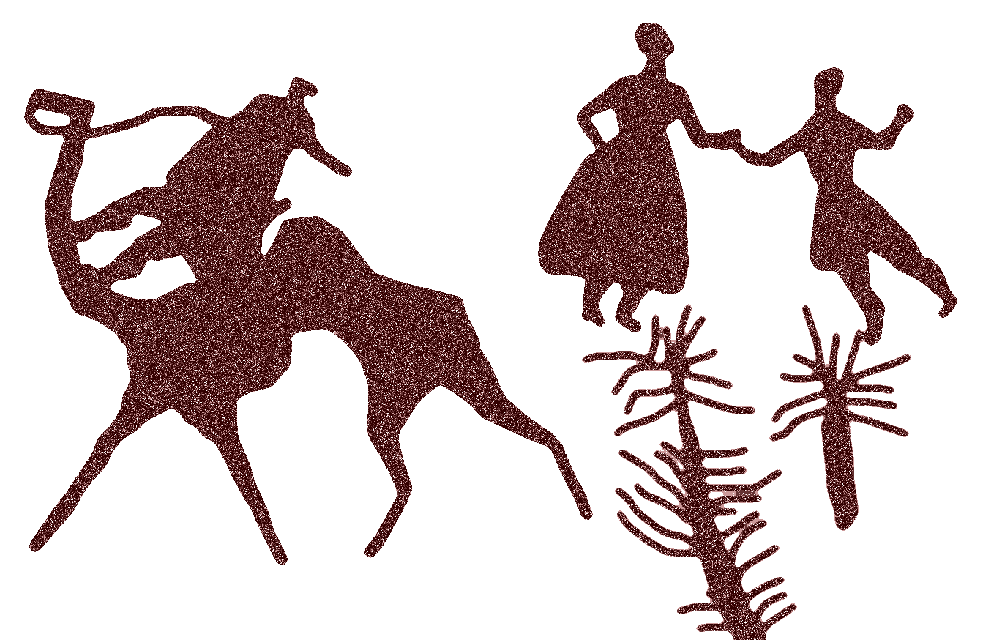
I dromedari furono addomesticati dai Berberi sin dal III secolo d.C.

La crescita della città di Audaghost, in Mauritania sud-orientale, può essere dovuta a questo tipo di scambi commerciali in quanto si trovava all'estremità meridionale delle rotte carovaniere che attraversavano il Sahara occidentale, anche se l'ipotesi che questa antica urbanizzazione sia dovuta ad esse è ancora oggi discussa.
Pitture di cavalli che trascinano carri recentemente scoperte a sud del Sahara hanno lasciato supporre che questi fossero usati nel commercio, ma la mancanza di ritrovamenti di scheletri equini risalenti all'epoca e la sconvenienza del trasporto su carri poco capienti fa discutere questa ipotesi.
La prima prova di cammelli addomesticati nella regione risale al III secolo. Usati dai Berberi, resero più stabile il contatto fra le genti attraverso tutto il Sahara, ma rotte commerciali regolari non si ebbero fino agli inizi della conversione all'Islam dell'Africa occidentale nel VII e VIII secolo. Si svilupparono due itinerari maggiori: il primo attraverso il deserto occidentale dall'odierno Marocco al fiume Niger; il secondo dalla moderna Tunisia all'area del lago Ciad. L'estensione di queste vie era relativamente breve ed erano dotate della necessaria rete di oasi. Più a est l'area sud della Libia non era attraversabile per mancanza di oasi e frequenza di tempeste di sabbia, ed una rotta commerciale fra Niger ed Egitto fu abbandonata nel X secolo per i suoi pericoli.

## Il commercio sahariano nel Medioevo

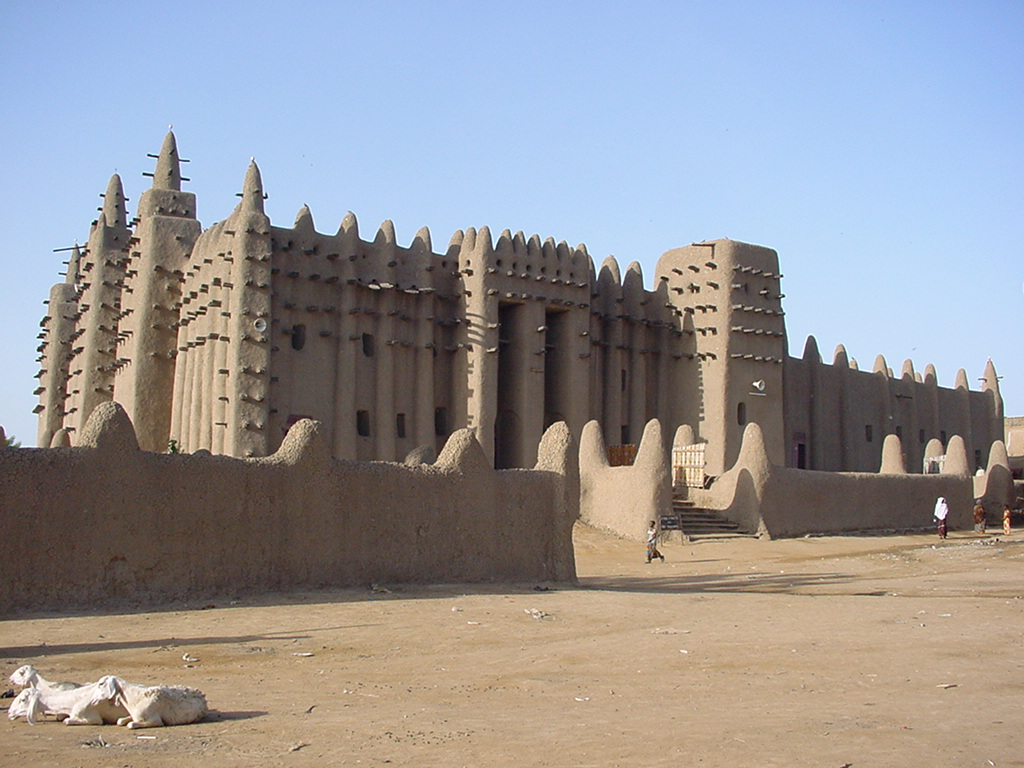
La grande moschea di Djenné. La città, fondata nell'800, fu un importante centro commerciale. Ora è un sito Patrimonio dell'umanità UNESCO.

L'espansione dell'Impero del Ghana, centrato su quella che è oggi la Mauritania del sud, fu parallela all'aumento del commercio trans-sahariano. Le economie mediterranee avevano bisogno di oro per battere moneta, ma potevano fornire sale, mentre i paesi dell'Africa occidentale avevano abbondanza di oro e bisogno di sale. Anche il commercio di schiavi era importante perché un grande numero di africani era mandato a nord, generalmente per svolgere il lavoro di servi. I paesi dell'Africa occidentale hanno importato schiavi soldati altamente qualificati. Molte delle vie commerciali diventarono istituzionalizzate: probabilmente la più importante finiva a Sigilmassa e Ifriqua nel territorio dell'attuale Marocco settentrionale. In quei luoghi e in altre città del Nordafrica, i commercianti berberi aumentarono i loro contatti con l'Islam, incoraggiando le conversioni religiose: già dall'VIII secolo i musulmani viaggiavano verso il Ghana. Molte persone in Ghana si convertirono all'Islam e questo era uno dei principali obiettivi del commercio dell'Impero. Attorno al 1050, il Ghana conquistò Audaghost, ma nuove miniere d'oro attorno a Bure ridussero i commerci che passavano attraverso la città, beneficiando invece i Soso, che successivamente fondarono l'Impero Mali.
Come il Ghana, il Mali era un regno musulmano, e sotto di esso, il commercio oro-sale proseguì. Altri beni di commercio meno importanti erano gli schiavi, noci di cola provenienti da sud e, come moneta, venivano usate perline di vetro e conchiglie di ciprea dal nord. Fu sotto il Mali che le grandi città del fiume Niger, fra cui Gao e Djenné, prosperarono, in particolare Timbuktu che divenne famosa in Europa per la sua grande ricchezza. Importanti centri di commercio nella parte meridionale dell'Africa occidentale si svilupparono nella zona di transizione tra la foresta e la savana; fra queste ricordiamo Begho e Bono Manso (nell'attuale Ghana ) e Bondoukou (nell'odierna Costa d'Avorio ). Le vie commerciali occidentali continuarono ad essere importanti con Ouadane, Oualata e Chinguetti come maggiori centri di scambio in quella che oggi è la Mauritania, mentre le città Tuareg di Assodé e successivamente di Agadez crebbero su una via più orientale nell'odierno Niger.
La via commerciale trans-sahariana orientale portò allo sviluppo del longevo impero Kanem-Bornu, centrato sull'area del lago Ciad. Questa via era però meno efficiente ed ebbe grande preminenza solo quando c'era agitazione ad ovest, come durante le conquiste Almohadi.

## Declino del commercio sahariano
I viaggi dei portoghesi attorno alla costa occidentale dell'Africa aprirono nuove rotte commerciali fra Europa ed Africa occidentale. Entro la prima metà del XVI secolo, per la presenza delle basi europee sulla costa ed il commercio con questi ricchi commercianti, il commercio via mare divenne di prima importanza per l'Africa occidentale. Il Nordafrica aveva subito un declino sia politico che economico mentre le rotte trans-sahariane rimanevano lunghe e rischiose. Il maggior colpo alle rotte commerciali del maggior deserto del pianeta fu però dovuto alla guerre marocchine degli anni 1591-2: il Marocco inviò le sue truppe attraverso il Sahara e attaccò Timbuctù, Gao ed altri importanti centri di commercio, distruggendo edifici ed esiliando eminenti cittadini. Questa distruzione portò ad un drammatico declino delle città e l'animosità ad essa conseguente non favorì gli scambi fra i popoli.

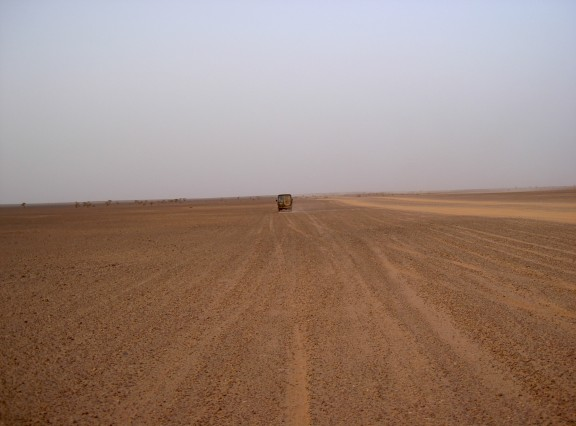
Jeep lungo una via carovaniera nel Sahara Occidentale

Sebbene molto ridotto, il commercio trans-sahariano continuò in alternativa a quello lungo la costa occidentale del continente. Questo però, crescendo, diveniva sempre più vantaggioso, specialmente dopo la conquista francese del Sahel negli anni 1890 e la successiva costruzione di linee ferroviarie nell'entroterra. Una di queste, che avrebbe unito Dakar e Algeri passando per il Niger fu progettata ma mai costruita. Con l'indipendenza delle nazioni dell'area negli anni 1960, le rotte nord-sud furono interrotte dai confini dei vari paesi ma vennero anche favorite e sostenute dai governi per arginare il nazionalismo Tuareg. La ribellione Tuareg degli anni novanta e la guerra civile algerina misero ulteriormente in crisi le vie commerciali trans-sahariane, con molte rotte definitivamente chiuse.
Oggi il Sahara è attraversato da alcune strade asfaltate percorse da pochi camion che trasportano principalmente idrocarburi e sale. Le tradizionali vie carovaniere sono prive di traffico di cammelli; vie più brevi da Agadez a Bilma e da Timbuctù a Taoudenni sono tuttavia ancora, sebbene marginalmente, usate. Alcuni Tuareg fanno ancora uso delle vie tradizionali, spesso percorrendo 2.500 chilometri e stando fuori sei mesi l'anno per commerciare sale con i cammelli dall'interno fino ai margini del deserto (vedi la serie di National Geographic Africa (2001), Episodio 2 "Odissea del deserto", che segue una tribù Tuareg attraverso il Sahara per sei mesi a cammello).